# Lidová strana na Moravě
Die Lidová strana na Moravě (deutsch: Volkspartei in Mähren oder Mährische Volkspartei), ab 1909 Lidová strana pokroková (deutsch: Fortschrittliche Volkspartei), war eine politische Partei im österreichischen Kronland Mähren. Die Partei wurde 1891 gegründet und fusionierte 1909 mit der Moravská pokroková strana (Mährische Fortschrittspartei) zur Lidová strana pokroková (Fortschrittliche Volkspartei).

## Geschichte
Die Mährische Volkspartei war 1891 durch die Fusion verschiedener oppositioneller Gruppierungen der Intelligenz, Bauernschaft und Gewerbetreibenden entstanden. Die Gruppierungen verfügten dabei über jeweils eigene Presseorgane und hatten dominierenden Einfluss auf die Vereine „Český politický spolek“ in Brünn, „Šeská jednota pro Moravu a Szlesko“ in Olmütz und „Slovanskyý politický spolek“ (Slawischer politischer Verein) in Kremsier. Nach und nach schlossen sich der Volkspartei immer mehr Vereine an, sodass sich 1896 bereits 25 politische Vereine zur Volkspartei bekannten. Die Mährische Volkspartei wurde vom liberalen Brünner Flügel um Adolf Stránský dominiert, der den 1893 gegründeten „Klub lidové strany“ (Klub der Volkspartei) und die Lidové noviny (Volkszeitung) kontrollierte. Des Weiteren bestand in der Volkspartei ein starker Flügel der Olmützer Bauern sowie der Bewegung der akademischen Jugend, die den Ideen der böhmischen Fortschrittsbewegung sowie der böhmischen „Realisten“ nahestand. Obwohl sich die Volkspartei als gesamtnationale Partei der Tschechen stilisierte, war sie ab den 1890er Jahren die Partei der Mittelschicht bzw. der niedrigen Mittelschichten mit einem Übergewicht der Bauern. Die Partei versuchte jedoch in den 1890er Jahren auch die Unternehmer sowie die sozialdemokratischen Arbeiter für sich zu gewinnen. Durch den Strukturwandel in der mährischen Gesellschaft bekamen in der Volkspartei die Unternehmer nach und nach ein immer stärkeres Gewicht, sodass sich die Volkspartei vor dem Ersten Weltkrieg hin zu einer Partei des städtischen, tschechischen Wirtschaftsbürgertums hin entwickelte.
Durch die Überlegenheit der deutschen Parteien im Mährischen Landtag und die pragmatische Politik der „Nationalpartei“ blieben die Erfolge der Volkspartei im Vergleich zu den böhmischen Jungtschechen anfangs bescheiden. Zudem bekam die Volkspartei in Mähren nur wenig Unterstützung von den böhmischen Jungtschechen, die zudem auf eine Zusammenarbeit der Volkspartei mit den mährischen Alttschechen drängten. In der Folge näherte sich die Mährische Volkspartei an die Nationalpartei an und schloss 1896 einen Wahlkompromiss mit ihr. In der Folge wurde die Volkspartei bei der Mährischen Landtagswahl 1896 und der Reichsratswahl 1897 zwar stärkste tschechische Kraft, gleichzeitig musste sie aber im Bündnis mit der Nationalpartei agieren. Während die Volkspartei die gemäßigte Politik der Nationalpartei im Landtag fortsetzte, betrieb sie im Reichsrat eine radikale Opposition, wo sie die misslungene jungtschechische Sprachenpolitik nicht mittrug. In der Folge revidierte die Volkspartei sogar jungtschechische Grundsätze aus ihrem Programm zu Gunsten Bedürfnisse Mährens, während die Reichsratsabgeordneten der Volkspartei 1907 aus dem gemeinsamen Klub mit den Jungtschechen austraten.
1904 spaltete sich der Bauernflügel in Erwartung der neuen Reichsratswahlordnung als Česká agrání strana pro Moravu a Slezsko (Tschechische Agrarpartei für Mähren und Schlesien) ab. Auch der fortschrittliche Flügel machte sich als „Moravská pokroková strana“ (Mährische Fortschrittspartei) in den Jahren 1906/07 selbständig. In der Folge verlor die Volkspartei bei der Mährischen Landtagswahl 1906 und der Reichsratswahl 1907 ihre Position als stärkste tschechische Partei. In Folge der Neuausrichtung der Volkspartei kam es zur Annäherung an die abgespaltene Fortschrittspartei und 1909 zur Fusionierung der beiden Parteien zur Lidová strana pokroková (Fortschrittliche Volkspartei). Die Fortschrittliche Volkspartei kooperierte zudem mit den autonomistischen Sozialdemokraten und der Tschechischen Agrarpartei, mit denen sie 1911 den „Block der fortschrittlichen Partei“ bildete. Diese Kooperation führte jedoch zu innerparteilichen Flügelkämpfen und einer Entfernung von den Jungtschechen, weshalb sich 1913 die projungtschechische Volkspartei in Mähren Lidová strana von der Volkspartei abspaltete.